# Microchip Technology
Microchip Technology je americký výrobce mikroprocesorů, pamětí a analogových integrovaných obvodů. Mezi jeho produkty patří mikrokontroléry (Mikrokontrolér PIC), sériové EEPROM, zařízení keeloq, RF zařízení, obvody pro správu napájení, snímače teploty, a další.
Ústředí Microchip Technology se nachází ve městě Chandler v Arizoně. Společnost má továrny na wafery v Tempe v Arizoně a v Gresham v Oregonu. Její testovací a montážní továrna se nachází v Chachoengsao v Thajsku.
Mezi hlavní konkurenty Microchip Technology patří: Analog Devices, Freescale, Infineon, Maxim Integrated Products, NXP Semiconductors, Renesas Electronics, STMicroelectronics a Texas Instruments.

## Historie
Společnost byla založena v roce 1987, kdy General Instrument oddělil svoji divizi mikroelektroniky. Microchip Technology se stala nezávislou společností v roce 1989, když ji získala skupina investičních kapitalistů a v roce 1993 vstoupila na burzu.
V dubnu 2009 Microchip Technology oznámil microkontroléry s nanoWatt XLP.
V dubnu 2010 koupil Microchip Technology Silicon Storage Technology (SST).
Od roku 2011 prodává Microchip Technology přes miliardu procesorů ročně. V srpnu 2011 prodal Microchip svůj 10 miliardtý mikroprocesor.
V srpnu 2012 Microchip koupil Standard Microsystems Corporation (SMSC).
Od ledna 2016 je společnost Atmel vlastněna společností Microchip Technology. Firma Atmel byla odkoupena za 3,56 miliard dolarů.

## HI-TECH Software
HI-TECH Software je společnost se sídlem v Austrálii, která poskytuje ANSI C kompilátory a vývojářské nástroje. Společnost byla založena v roce 1984 a je známá především díky svým HI-TECH C PRO kompilátorům, které disponují whole-program compilation technologií a Omniscient Code Generation (OCG).
Microchip Technology koupil HI-TECH Software 20. února 2009, načež se HI-TECH plně zaměřil na podporu produktů Microchipu.

### Podporovaní výrobci a architektury
- Microchip Technology PIC10, PIC12, PIC16, PIC18, PIC24, PIC32 a dsPIC

32bitové mikrokontroléry od Microchipu jsou založené na MIPS instrukcích.
Před akvizicí Michrochipem poskytoval HI-TECH Software nástroje také pro následující výrobce a architektury
- Cypress Semiconductor PSoC
- Silicon Laboratories
- 8051
- Z80 pro CP/M[13] a Z80 kompilátor.